# آلبرت پینکستون
آلبرت پینکستون (انگلیسی: Albert Pinxton؛ 24 May 1912 – ۱۹۹۲ (۷۹−۸۰ سال)) بازیکن فوتبال بود.
از باشگاه‌هایی که در آن بازی کرده‌است می‌توان به باشگاه فوتبال استوک سیتی اشاره کرد.